# 미지의 코드
미지의 코드(Code inconnu: Recit incomplet de divers voyages, Code Unknown: Incomplete Tales of Several Journeys)는 루마니아에서 제작된 미카엘 하네케  감독의 2000년 드라마 영화이다. 줄리엣 비노쉬 등이 주연으로 출연하였고 마린 카미츠 등이 제작에 참여하였다.

## 출연

### 주연
- 줄리엣 비노쉬

### 조연
- 띠에리 누빅
- 조세프 바이어비클러
- 루미니타 게오주
- 알렉상드르 하미디

## 제작진
- 미술: 엠마뉴엘 드 쇼비그니
- 의상: 프랑소와즈 끌라벨

## 한국어 더빙 성우진(SBS, 2004년 4월 16일)
- 송도영 - 안느 (줄리엣 비노쉬)
- 엄태국 - 조르쥬 (띠에리 누빅)
- 문관일 - 조르쥬 아버지 (조세프 바이어비클러)
- 김장 - 쟝 (알렉상드르 하미디)
- 최향윤 - 아마두 엄마 (엘렌느 디아라)
- 위훈 - 아마두 (오나 루 엔케)
- 안장혁 - 아마두 아버지 (드지브릴 우아테)
- 박신영 - 마리아 (루미니타 게오주)
- 이종혁
- 정소영
- 김정아
- 이주연